# (33526) 1999 GG55
1999 GG55 (asteroide 33526) é um asteroide da cintura principal. Possui uma excentricidade de 0.08226680 e uma inclinação de 0.98704º.
Este asteroide foi descoberto no dia 6 de abril de 1999 por Spacewatch em Kitt Peak.